# (400364) 2007 VG272
(400364) 2007 VG272 es un asteroide perteneciente al cinturón de asteroides descubierto el 11 de noviembre de 2007 por el equipo del Mount Lemmon Survey desde el Observatorio del Monte Lemmon, Arizona, Estados Unidos.

## Designación y nombre
Designado provisionalmente como 2007 VG272.

## Características orbitales
2007 VG272 está situado a una distancia media del Sol de 2,475 ua, pudiendo alejarse hasta 3,029 ua y acercarse hasta 1,920 ua. Su excentricidad es 0,223 y la inclinación orbital 2,952 grados. Emplea 1422,40 días en completar una órbita alrededor del Sol.

## Características físicas
La magnitud absoluta de 2007 VG272 es 17,6. 